# Sangue di Giuda dell'Oltrepò Pavese
Il Sangue di Giuda dell'Oltrepò Pavese o Sangue di Giuda è un vino DOC la cui produzione è consentita nella provincia di Pavia. 
Già considerato una tipologia della DOC Oltrepò Pavese, con DM 03/08/2010 ha ottenuto la qualifica di DOC a sé stante con la denominazione ufficiale di Sangue di Giuda dell'Oltrepò Pavese o Sangue di Giuda.
Può essere prodotto solo in una delimitata microzona dell'Oltrepò Pavese orientale, dove il suolo argilloso e calcareo conferisce particolari qualità organolettiche.
È proposto nelle versioni: frizzante e spumante.

## Caratteristiche organolettiche
- colore: rubino acceso, con riflessi violacei.
- odore: fine, intenso, vinoso, fragrante, con leggeri sentori di confettura e fiori appassiti.
- sapore: dolce e carezzevole con buon corpo, morbido, equilibrato.[3]

## Storia
Il suo nome è legato sia al colore rosso rubino con riflessi violacei, sia a una leggenda.
Essa narra che Giuda, passato a peggior vita di quella triste condotta sulla terra, si fosse amaramente pentito dell'aver tradito Gesù. Gesù, in segno di perdono, lo avrebbe fatto resuscitare, in carne ed ossa, in Oltrepò, precisamente a Broni. Riconosciutolo, i cittadini del posto desideravano ucciderlo, per il ruolo negativo avuto nella passione di Cristo.
Giuda si salvò grazie a un dono che fece ai viticoltori locali: compì un miracolo che risanò le loro viti dalla malattia che a quel tempo le aveva colpite. Per ringraziarlo, i viticoltori gli dedicarono il nome di questo alcolico.

## Abbinamenti consigliati
È generalmente un vino da dessert, si esprime al meglio se gustato in compagnia di dolci a base di frutta fresca.
Da provare anche con formaggi secchi piccanti.